# 佐久間裕司
佐久間 裕司（さくま ゆうじ）は、日本の体育学者。東京工科大学教授。体育学修士。

## 経歴
福島県出身。1982年に日本体育大学体育学部社会体育学科を卒業後、日本体育大学大学院体育学研究科修士課程修了。1984年より同大学助手を経て、2010年現在東京工科大学メディア学部教授。日本オリンピック委員会強化スタッフ、日体スワロー理事、日本体操協会常務理事を務める。専門分野は、スポーツ方法学、スポーツ運動学、体操競技、器械運動。

## 略歴
- 1982年 日本体育大学体育学部社会体育学科卒業
- 1984年 日本体育大学大学院体育学研究科修士課程修了。日本体育大学体育学部助手[2]
- 東京工科大学メディア学部教授

## 著書
- 『大学生の健康・スポーツ科学』(共著)[1]、道和書院、2000年10月、ISBN 4-8105-1064-6
- 『大学生の健康・スポーツ科学 改訂版』(共著)[2]、道和書院、2007年3月、ISBN 4-8105-2100-1